# 장정곤
장정곤(張貞坤, 1934년 1월 27일 ~ 2015년 3월 31일)은 대한민국의 정치인으로, 제14대 국회의원을 지냈다.

## 학력
- 고려대학교 경영대학원 제1회 수료

## 경력
- 윤제술 국회부의장 비서관
- 민주통일당 서대문 은평지구당위원장
- 전두환 정권에 의해 5년간 정치생활규제당함
- 민추협상임운영위원 및 헌법개정특위부위원장
- 평화민주당 김대중대통령후보 은평구선거대책위원장
- 신민당 당무감사실장
- 신민당 당무위원
- 민주당 사무부총장
- 민주당 당무위원
- 새정치국민회의 당무위원
- 한국전기안전공사 이사장

## 역대 선거 결과
|  | 7.31% |

|  | 19.3% |

|  | 29.2% |